# Henrik Meinander
Carl Henrik Meinander, född 19 maj 1960 i Helsingfors, är en finländsk historiker, son till Carl Fredrik Meinander. Sedan 2002 är han innehavare av den svenskspråkiga professuren i historia (efter Matti Klinge) och prefekt för den historiska institutionen vid Helsingfors universitet. 

## Biografi
Meinander disputerade till filosofie doktor år 1994. I hans doktorsavhandlingen ägnade sig Meinander åt gymnastikens historia i Towards a bourgeois manhood (1994) och Lik martallen, som rågfältet (1996). 
Meinander arbetade som intendent vid Mannerheim-museet 1991–1997 och direktör för Finlandsinstitutet i Stockholm 2001–2002. Sedan 2001 är han professor i historia vid Helsingfors universitet på svenska. Han efterträdde Matti Klinge. Meinander var chef för historiska institutionen från 2004 till 2006.
Meinander är sedan 2002 ledamot av Kungliga Vetenskapsakademien. År 2017 valdes Meinander till ordförande för Svenska litteratursällskapet i Finland. Han är ordförande i redaktionsrådet för utgivande av Biografiskt lexikon för Finland.
I Meinanders bok Finlands historia (utkommen 2006) dokumenterade han sig som en fördomsfri tolkare av republiken Finlands historia. Till hans kändast böcker hör även Finland 1944 (2009) och Gustaf Mannerheim (2017). Biografin över Gustaf Mannerheim fick Stora fackbokspriset.
Meinander har deltagit i samhällsdebatt som kolumnist i Hufvudstadsbladet.
Henrik Meinander riktade skarp kritik mot journalisten Henrik Arnstads bok Spelaren Christian Günther, publicerad 2006. Enligt Meinander är boken en ”blandning av odokumenterade fakta, uppgifter och lösa funderingar som gränsar till fiktion”.